# عیدیق
عیدیق یک منطقهٔ مسکونی در الجزایر است که در ناحیه بنی عباس واقع شده‌است. عیدیق ۴۳۸ متر بالاتر از سطح دریا واقع شده‌است.